# Hot Package
Hot Package è un programma televisivo statunitense del 2013, creata da Derrick Beckles.
La serie parodia i programmi di intrattenimento come Entertainment Tonight e Access Hollywood. Al posto di ottenere le notizie da reali celebrità, programmi televisivi e film, tutte le notizie di "intrattenimento" provengono da filmati trovati, inclusi clip di film di serie B poco conosciuti e programmi televisivi bizzarri. La serie è condotta da Derrick Beckles, Pat O'Brien, Anastasia Roark e Mark McGrath e presenta diversi ospiti, rifacimenti e segmenti di interviste.
La serie è stata trasmessa per la prima volta negli Stati Uniti su Adult Swim dal 4 ottobre 2013 al 27 marzo 2015, per un totale di 11 episodi ripartiti su due stagioni.
Il 9 maggio 2014, Adult Swim ha confermato il rinnovo della serie per una seconda stagione trasmessa dal 27 febbraio 2015.

## Episodi
| Stagione         | Episodi | Prima TV USA | Prima TV Italia |
| ---------------- | ------- | ------------ | --------------- |
| Prima stagione   | 6       | 2013         | inedita         |
| Seconda stagione | 5       | 2015         | inedita         |